# Mietshaus Karl-May-Straße 2 (Radebeul)
Das Mietshaus Karl-May-Straße 2 steht in der Gemarkung Radebeul der sächsischen Stadt Radebeul.

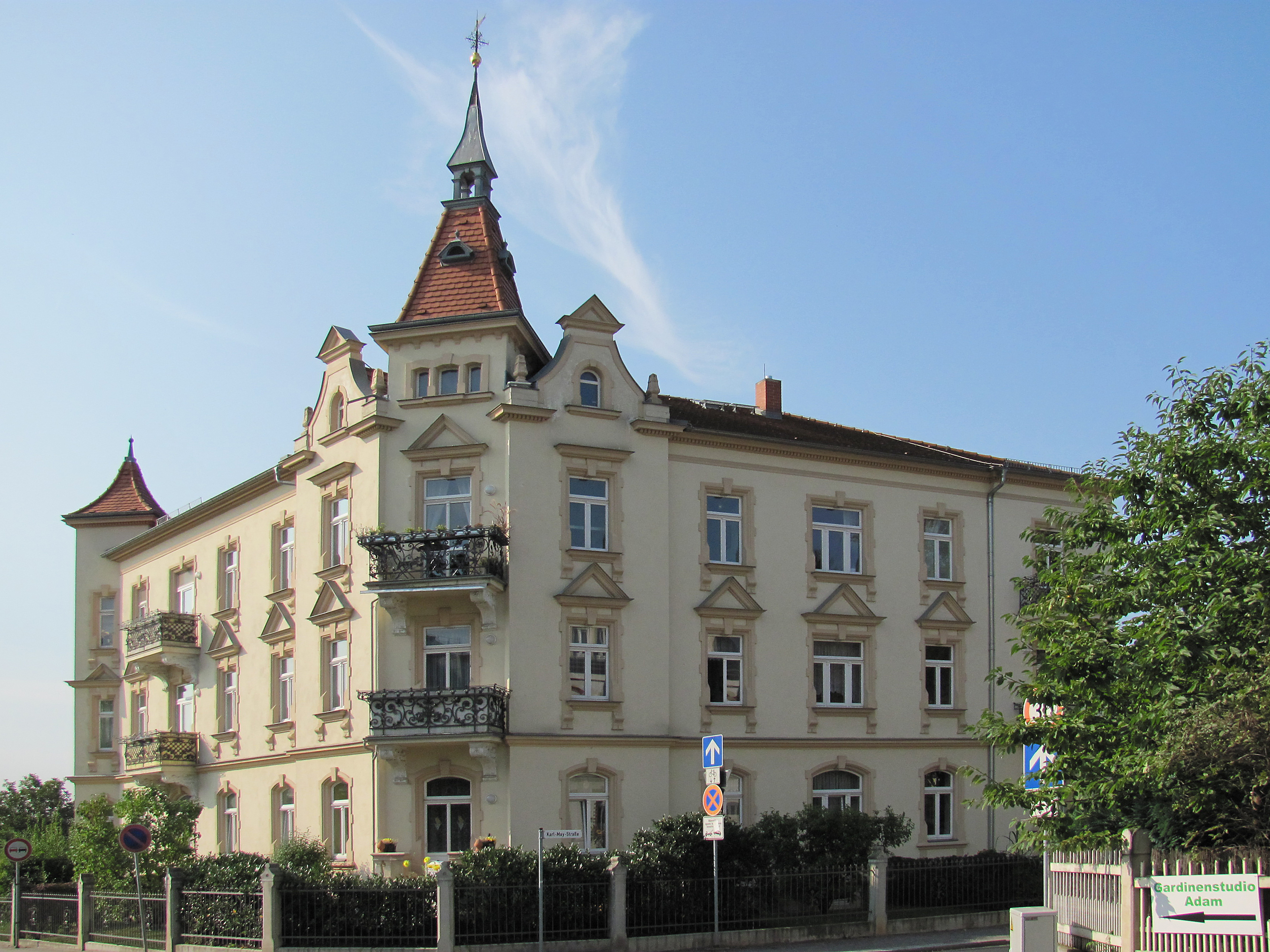
Mietshaus Karl-May-Straße 2

## Beschreibung
Das mit der Einfriedung denkmalgeschützte Mietshaus ist ein freistehendes, dreigeschossiges Mehrfamilienwohnhaus mit verbrochener Ecke und Vorgarten zur Straßenkreuzung Karl-May-Straße/Schildenstraße. Die als Risalit ausgebildete Gebäudeecke wird durch einen hohen Helm mit Laterne, Kugel und Wetterfahne betont. Seitlich davon befinden sich Giebel mit kleinen Obelisken. Vor den beiden Obergeschossen hängen vor der verbrochenen Ecke, ebenso wie vor den Gebäudefassaden zu den anliegenden Straßen, Balkone mit schmiedeeisernen Ziergittern. Auf der linken Gebäudekante in der Schildenstraße steht ein um 45-Grad-verdrehter, viergeschossiger Eckturm mit einem, gegenüber dem Helm des Eckrisalits niedrigeren, Zeltdach.
Das heute reduziert verputzte Gebäude steht auf einem Bruchsteinsockel, die Fassaden sind durch Betonwerkstein-Elemente gegliedert. Das Dach ist ziegelgedeckt. Die Fenster im Erdgeschoss sind segmentbogig, über den rechteckigen Fenstern der Obergeschosse befinden sich im ersten Stockwerk Dreiecksgiebelverdachungen. Das „städtisch wirkende[…] Haus inmitten der Villenbebauung“ wurde „in freier Stilisierung der deutschen Renaissance“ errichtet.
Die Einfriedung besteht aus einem Staketenzaun zwischen erneuerten Betonpfosten.

## Geschichte
Im August 1896 stellte Anna Wilhelmine Schließer einen Bauantrag für ein Wohngebäude, das von Arthur B. Schließer realisiert werden sollte. Die zuständige Amtshauptmannschaft lehnte das Vorhaben jedoch ab, da „das Gebäude keinen villenartigen Baustyl hat, beziehendlich nicht den Charakter einer Villa zeigt, als die Höhe des Gebäudes die Straßenbreite übersteigt und als endlich in jedem Stockwerk vier Wohnungen projektirt sind“.
Die Parzelle wurde 1899 durch den Bauunternehmer Paul Schadewitz übernommen, der unter Beibehaltung der Kubatur und nach Verbesserungen gestalterischer Art im Dezember 1899 einen neuen Bauantrag für das beschriebene Grundstück einreichte. Die Baugenehmigung erfolgte im Oktober 1900.
In dem Gebäude wohnte ab 1916 der Schriftsteller und Pädagoge Alwin Freudenberg; vorher hatte er ab 1902 in der Sidonienstraße 1 gewohnt.